# Kansai Yamamoto

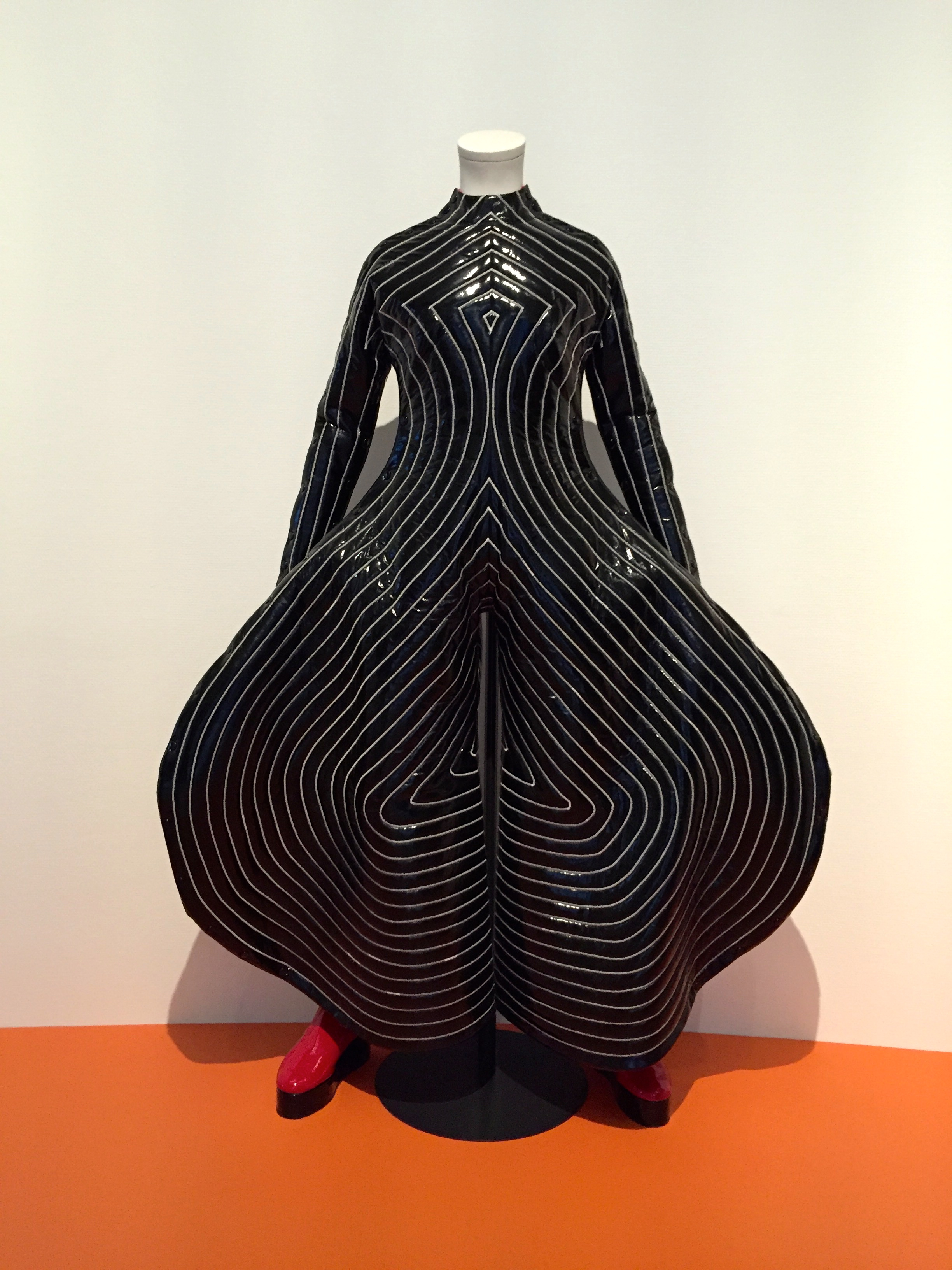
Designentwurf für David Bowie (1973)

Kansai Yamamoto (japanisch 山本 寛斎; geb. 8. Februar 1944 in Yokohama; gest. 21. Juli 2020) war ein japanischer Modedesigner und Veranstaltungsmacher.

## Leben
Kansai Yamamoto war Assistent der Designer Junko Koshino und Hisashi Hosono. 1967 wurde er ausgezeichnet von der Bunka Fukusō Gakuin. 1971 eröffnete er sein eigenes Unternehmen.
Yamamoto war der erste japanischer Modedesigner mit eigener Modenschau in London, der zudem unter anderem mit David Bowie, Elton John und Stevie Wonder kollaborierte. Für David Bowie entwarf er die Bühnenoutfits für seine Rolle als Kunstfigur „Ziggy Stardust“.
Als Produzent von Veranstaltungen organisierte er die „Kansai Super Show Hello! Russland“, die 1993 auf dem Roten Platz in Moskau stattfand und circa 120.000 Zuschauer zählte. Diese Kansai-Supershows führte er unter anderem in Vietnam (1995) und Indien (1997) durch. 2005 war er Produzent einer Eröffnungsveranstaltung der Weltausstellung Expo 2005 in der japanischen Präfektur Aichi. Seine „Nippon Genki Project 2020“ findet posthum statt.
Die Schauspielerin Mirai Yamamoto ist seine Tochter, Yusuke Iseya sein Halbbruder.